# The Fabulous Rougeaus
I The Fabulous Rougeaus erano un tag team di veri fratelli, Jacques e Raymond Rougeau, meglio conosciuti per il loro trascorsi nella World Wrestling Federation tra il 1986 e il 1990.

## Storia
Jacques e Raymond iniziarono a combattere in coppia alla fine degli anni settanta nella federazione di wrestling di famiglia a Montréal. La rivalità più importante che ebbero all'epoca fu quella con Ron Garvin e Jimmy Garvin; il culmine del feud si ebbe in un match disputatosi davanti a 20,000 fan al Montreal Forum.
Firmarono un contratto con la World Wrestling Federation nel febbraio 1986, e debuttarono come face, con il nome The Rougeau Brothers, coppia di atletici lottatori canadesi. In questo primo periodo da "buoni", i Rougeau affrontarono tag team heel come i The Dream Team e i Demolition (che li definivano "Ragù Sisters").
Il 10 agosto 1987, i Rougeaus vinsero il titolo WWF Tag Team Championship nel corso di un house show, sconfiggendo la Hart Foundation. Jimmy Hart, manager dell'Hart Foundation, cercò di interferire nel match colpendo i Rougeaus con il suo megafono. Esso fu però intercettato dai Rougeaus, che utilizzarono l'oggetto a loro favore per schienare gli avversari e vincere le cinture. Furono effettivamente dichiarati nuovi campioni di coppia, ma poi la decisione venne capovolta ed il titolo riassegnato d'ufficio alla Hart Foundation. Il regno da campioni tag team dei Rougeaus non venne mai riconosciuto ufficialmente dalla WWE.
Quasi un anno dopo questo evento, i Rougeaus eseguirono un graduale turn heel. Una delle prime avvisaglie del cambiamento fu un match del luglio 1988 contro i Killer Bees, nel quale entrambe le coppie facevano parte dei "buoni", ma i Rougeaus vinsero l'incontro barando. Dopo il match, i fan fischiarono i Rougeaus che si rifiutarono di stringere la mano ai Bees. Sempre in questo periodo, i vecchi rivali Hart Foundation passarono dalla parte dei buoni ed allontanarono "The Mouth of the South" Jimmy Hart. Jimmy divenne quindi manager dei Rougeaus che solidificarono il loro nuovo status di heel ed iniziarono un feud con gli Hart Foundation. Questo cambio di atteggiamento dei loro personaggi fu dovuto alla convinzione da parte di Vince McMahon che i Rougeau Brothers avrebbero potuto riscuotere maggiore successo come "cattivi".
Con il nuovo nome di The Fabulous Rougeau Brothers, i fratelli Rougeau svilupparono una gimmick pro-Stati Uniti, autodefinendosi "All American Boys" prossimi a trasferirsi a Memphis (Tennessee), nonostante fossero canadesi conclamati. Per ingenerare ancora maggiore attenzione verso questa loro nuova gimmick, i due spesso sventolavano delle bandierine americane ridicolmente piccole e cercavano di incitare il pubblico ad intonare il coro "U.S.A., U.S.A." davanti allo sguardo annoiato ed attonito della folla.
Nel 1988 i due Rougeaus ebbero una lite reale negli spogliatoi con Tom Billington (Dynamite Kid dei The British Bulldogs). "Mr. Perfect" Curt Hennig aveva coinvolto i Bulldogs in uno scherzo ai danni dei Rougeaus dove Dynamite Kid schiaffeggiò ripetutamente Jacques e Raymond si infortunò alla schiena. Le tensioni tra Dynamite e i Rougeaus esplosero nel corso di una serata successiva quando Jacques picchiò Dynamite causandogli la perdita di quattro denti. Dopo l'aggressione, Billington serbò rancore, e pianificò di vendicarsi durante il 20-man elimination match delle Survivor Series 1988 (che fu il suo ultimo match in WWF). L'incontro vide confrontarsi Rougeaus, Demolition, Brain Busters, The Bolsheviks, e Los Conquistadores contro The British Bulldogs, The Rockers, The Hart Foundation, The Young Stallions, e The Powers of Pain. Per evitare che Dynamite Kid si vendicasse durante il match, l'incontro venne "pilotato" in modo che entrambi i fratelli Rougeau fossero i primi ad essere eliminati, con Bret Hart che schienò Raymond nei minuti iniziali della contesa.
Il successivo feud dei Rougeaus fu quello contro i The Rockers nel 1989. A SummerSlam 1989, i Rougeaus e Rick Martel, sconfissero i Rockers e Tito Santana in un six-man tag team match. Successivamente, le rivalità di rilievo si fecero sempre più rare per i Rougeaus, che diventarono gradualmente un tag team comico, spesso messo a confronto con i Bushwhackers.
Raymond, che soffriva di problemi alla schiena da anni, si ritirò nel 1990. Jacques scomparve dalle scene per qualche tempo, per poi riapparire con la nuova gimmick di The Mountie nel 1991.

## Nel wrestling

### Mosse finali di coppia
- - La Bombe de Rougeau[4] (Bearhug hold (Raymond) / seated senton (Jacques)
  - Boston crab (Raymond) / Jumping knee drop (Jacques)
- Manager
  - Jimmy Hart[5]

### Musica d'ingresso
- - All American Boys di The Fabulous Rougeaus, Jimmy Hart & J.J. Maguire (1988–1990)

## Titoli e riconoscimenti
- Montreal International Tag Team Championship (3)